# رصدخانه لاس کامپاناس
۲۹°۰۰′۵۴″ جنوبی ۷۰°۴۱′۳۲″ غربی / ۲۹٫۰۱۵۰۰°جنوبی ۷۰٫۶۹۲۲۲°غربی

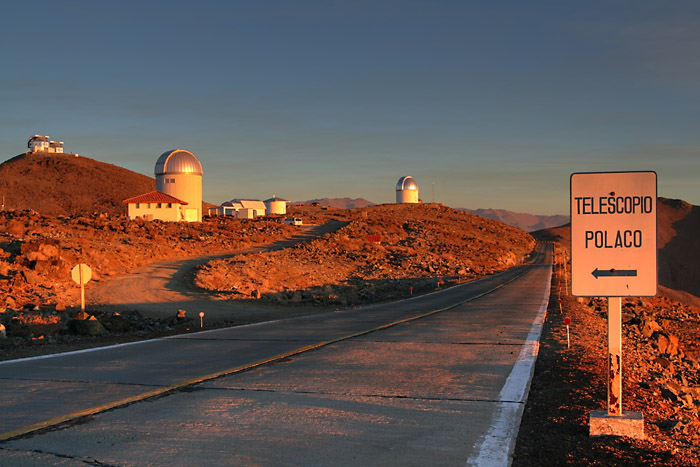
تلسکوپ های رصدخانههای لاس کامپاناس

رصدخانه لاس کامپاناس (به انگلیسی: Las Campanas Observatory) یک مرکز نجوم در کشور شیلی در آمریکای جنوبی است.
از تلسکوپ‌های بزرگ این مرکز می‌توان دو تلسکوپ ماژلان را نام برد.

## نگارخانه

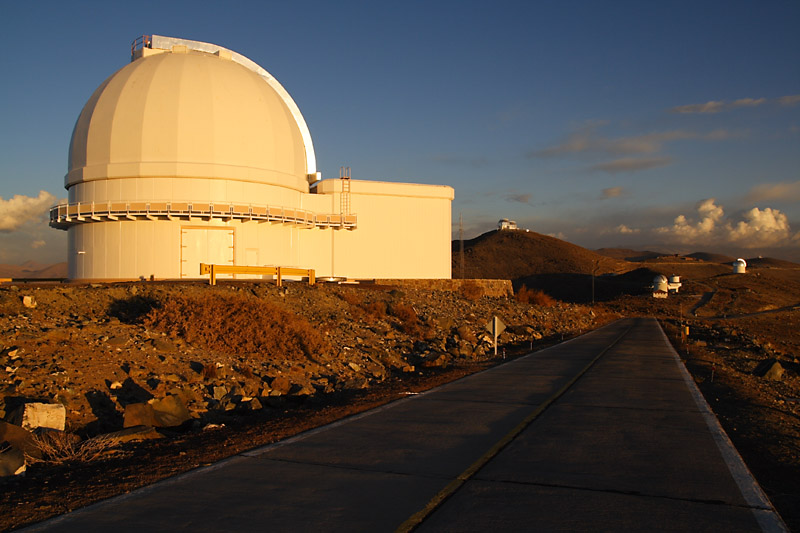
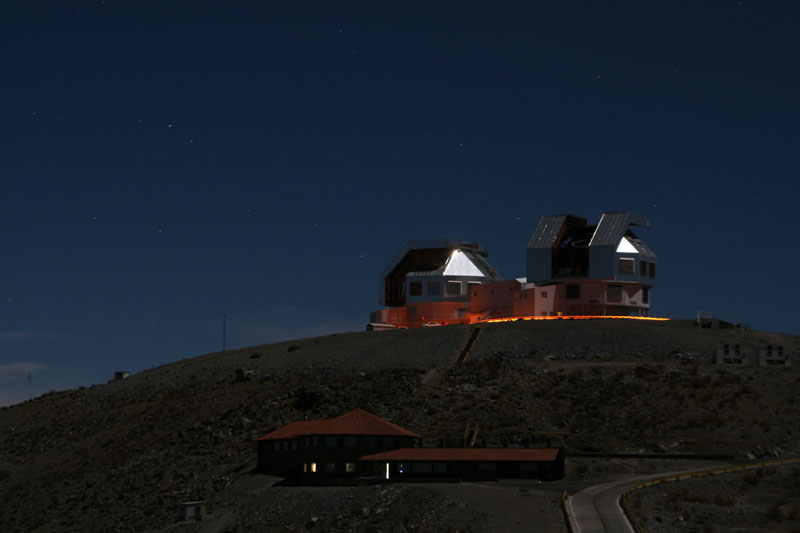
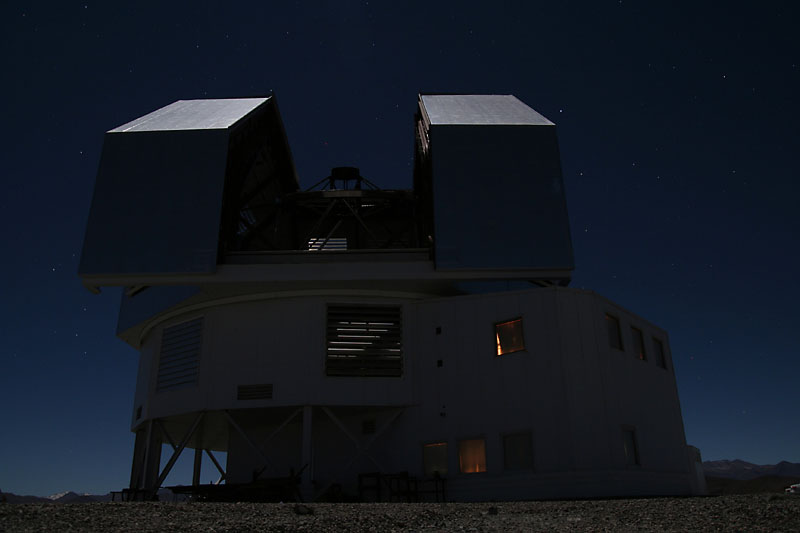
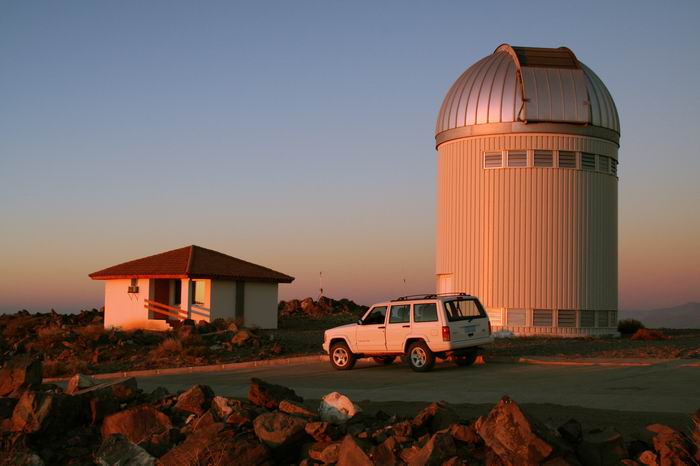
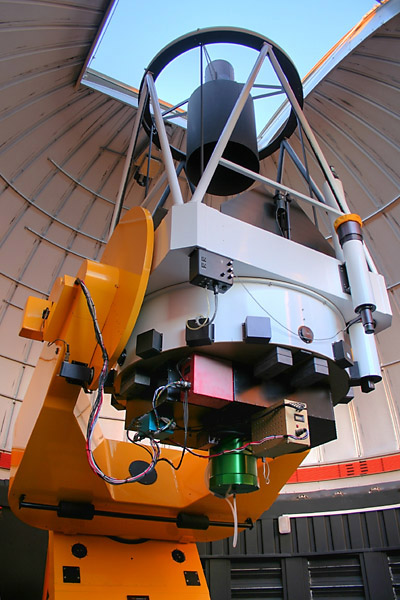
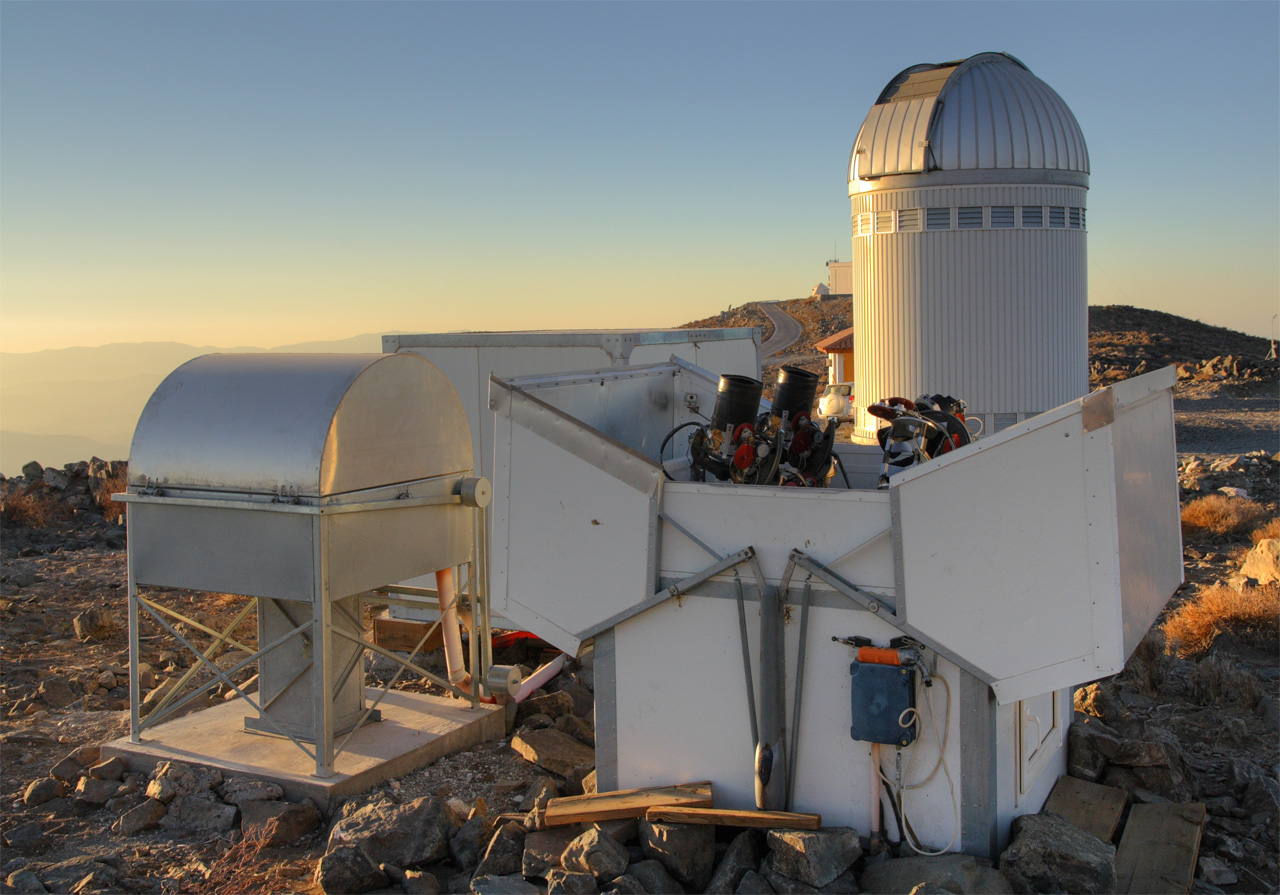